# Escrita do sudoeste

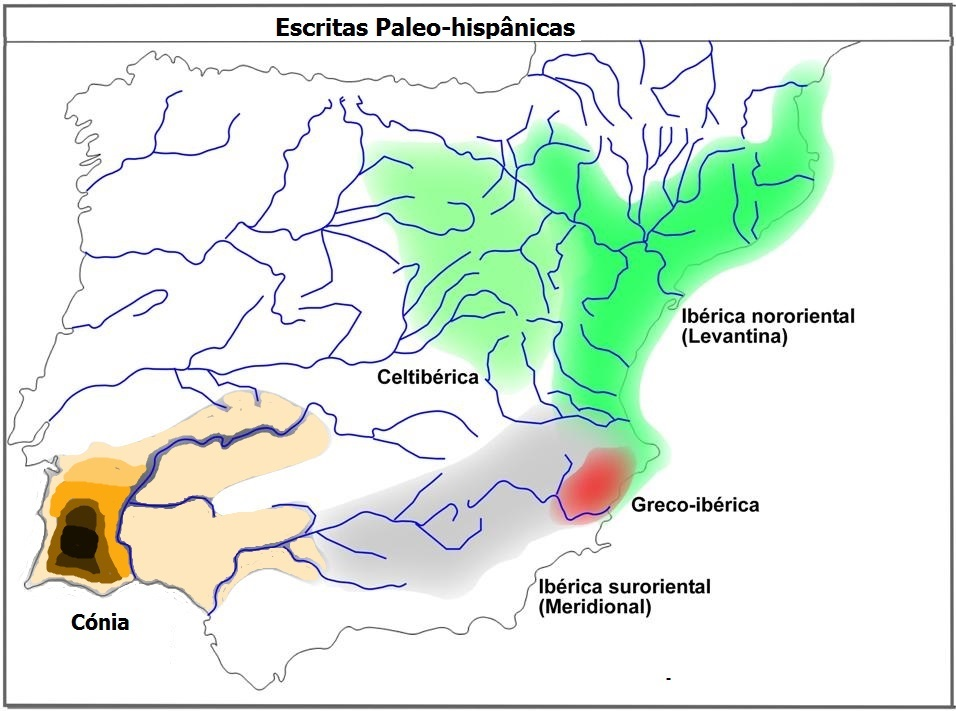
Mapa das escritas paleo-hispânicas

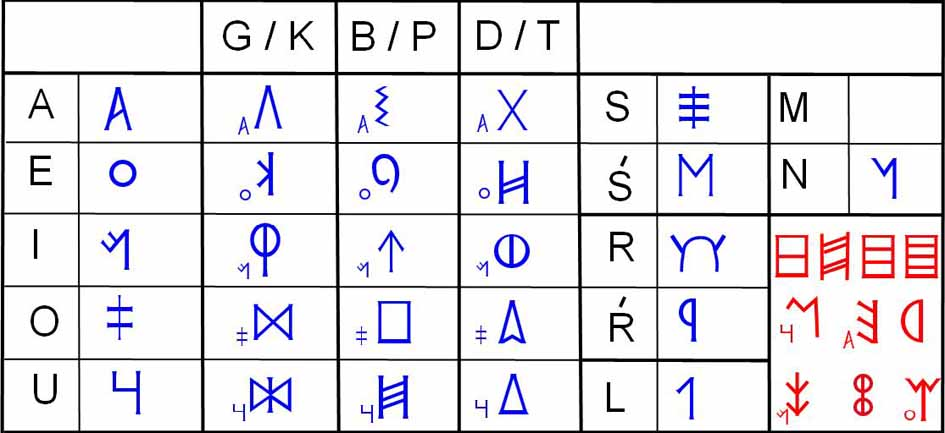
Uma das propostas de signario tartéssico. Adaptado de Rodríguez Ramos 2000

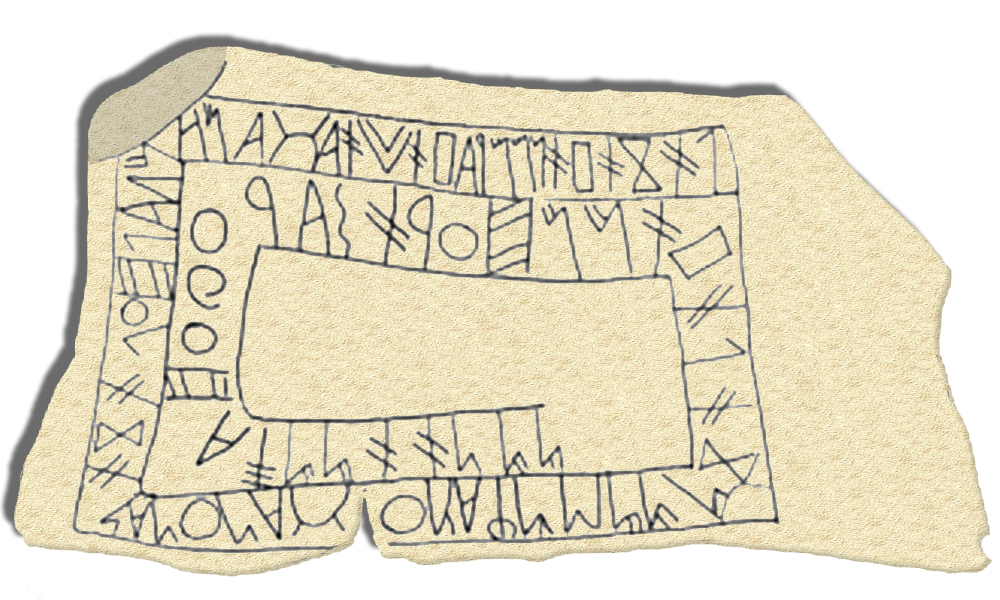
Fonte Velha (Bensafrim, Lagos)

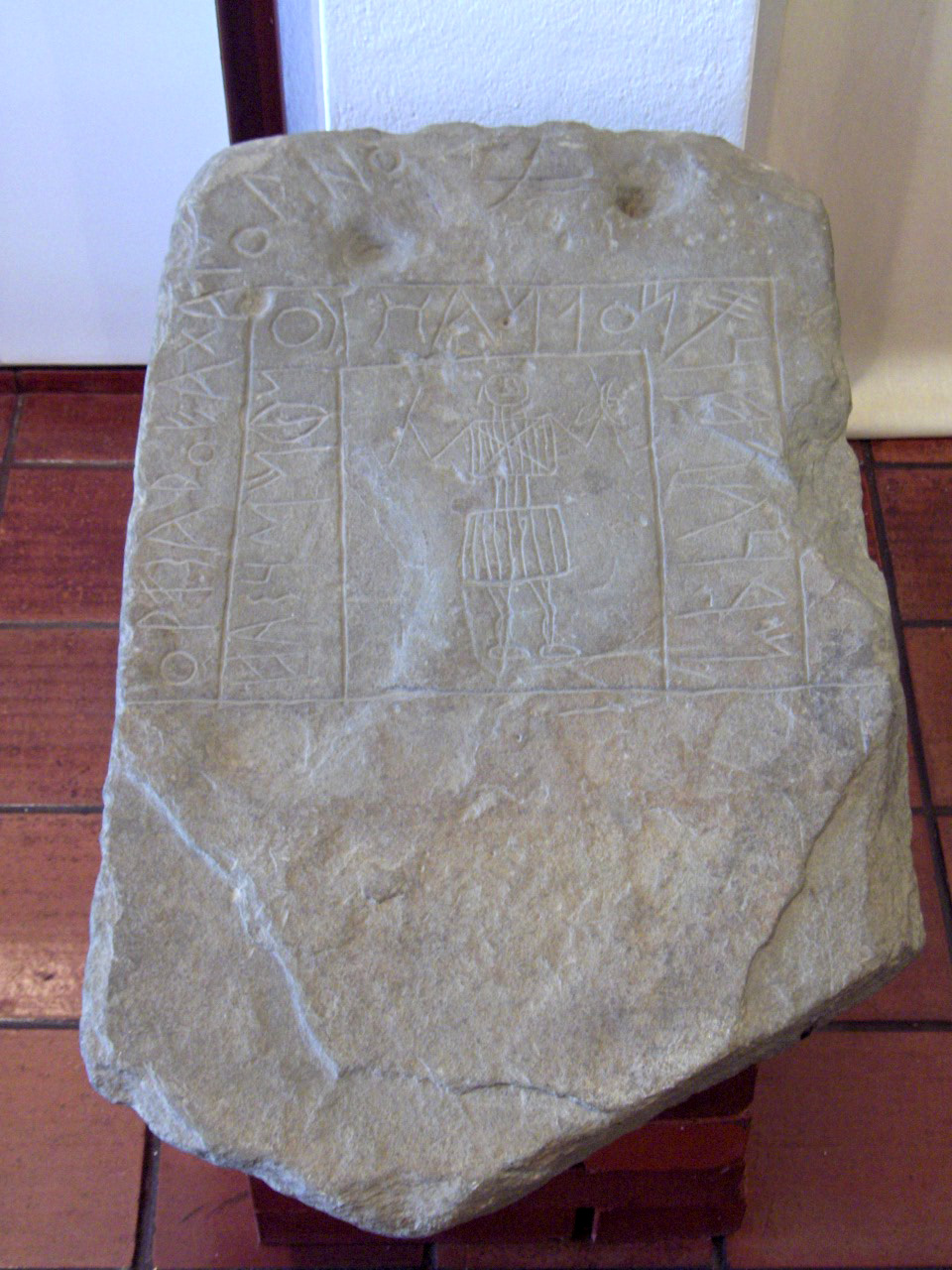
Herdade da Abobada (Almodôvar)

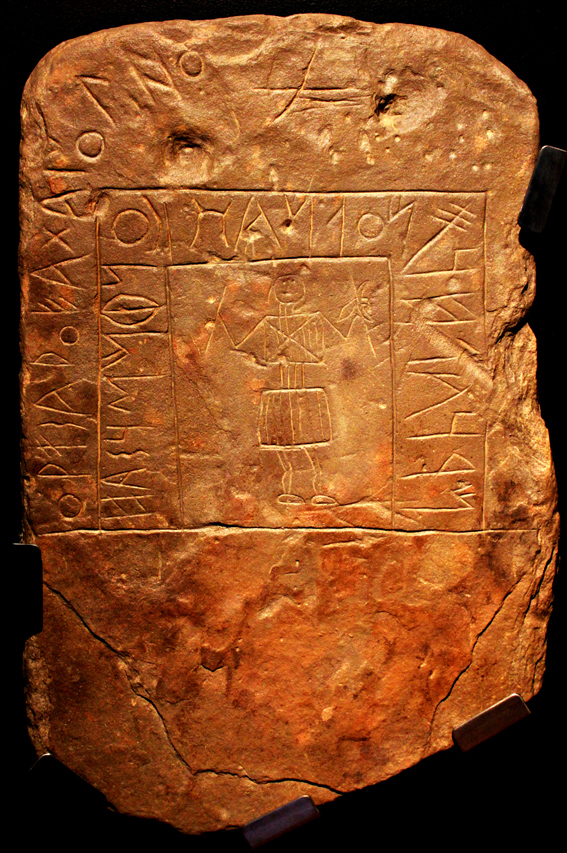
Cópia de estela no Museu da Escrita do Sudoeste

A escrita do sudoeste é uma escrita paleohispânica com origem desconhecida, muito similar à escrita ibérica suroriental, mas esta expressa língua ibérica e a escrita do sudoeste expressa língua tartéssica. Como a maior parte das outras escritas paleohispânicas, à excepção do alfabeto greco-ibérico, esta escrita apresenta signos que representam consoantes e vogais, como os alfabetos, e signos que representam sílabas, como os silabários. A sua utilização é conhecida entre os séculos VII e V a.C. no sudoeste da Península ibérica (Baixo Alentejo, Algarve, Andaluzia ocidental e o sul da Estremadura). Os seus textos apresentam-se quase sempre da direita para esquerda em monumentos líticos (de pedra) ou estelas. A região onde se encontram a maioria dos achados epigráficos desde o século dezoito é no Alentejo sendo escassos fora dessa área como indicado neste mapa.

## Denominação
A denominação da escrita cónia é muito controversa. A palavra mais neutra seria sudoeste, pois se refere tão somente a localização dos locais onde foram encontradas as inscrições, mas ainda há necessidade de estudos maiores para definir a melhor denominação. Alguns pesquisadores chamam essa escrita de “Tartessiana”, considerando que tenha sido a escrita de Tartessos. Outros preferem chamá-la de Sul-Lusitana , pois a maior desses inscrições do sudoeste foram encontradas no sul do que é hoje Portugal, na área da antiga província romana da Lusitânia, onde antigas fontes gregas e romanas localizavam os povos ibéricos pré-romanos, os Cónios e não em Tartessos (entre Huelva e o vale de Guadalquivir). Por outro lado, esse nome Sul-Lusitano tem o inconveniente de confundir essa escrita com as da língua lusitana. Outros nomes sugeridos foram Bastulo, Turtedano e Algarvano.

## Características
Com excepção da escrita Greco-Ibérica e em menor escala desta escrita do sudoeste, as escritas paleohispânicas apresentam, uma tipologia distintiva: Essas funcionam como silabários para as consoantes oclusivas (sons de P, B, T, D, K, G) e como um alfabeto para as outras consoantes. Esse sistema de escrita tem sido chamado semi-silabário. Não há um acordo entre os especialistas sobre a real origem dos semi-silabários paleohispânicos. Alguns acham que a origem estaria no alfabeto fenício, outros vêem alguma relação com o alfabeto grego. Embora na escrita do sudoeste, e à semelhança de um autêntico silabário, as letras usada para escrever as consoantes plosivas automaticamente determinem o som vocálico associado,  esse é, na sequência, nova e separadamente indicado pela correspondente letra que representa a vogal isolada, como se tratasse de uma escrita de alfabeto completo. Portanto, alguns estudiosos do Tartessiano advogam que este seria um “semi-silabário redundante”, enquanto outros o consideram como um “silabário-redundante”.
A escrita do sudoeste é muito similar à do sudeste se forem considerados a forma dos símbolos e seus valores fonéticos. A maior diferença entre as duas é que a Ibérica do Sudeste não mostra uma redundância vocálica dos símbolos silábicos. Essa característica foi descoberta pelo lingüista Ulrich Schmoll e permite a classificação de grande parte dos símbolos da escrita do Sudoeste em vogais, consoantes e sílabas. De forma diversa do ocorrido com a do Nordeste, as escritas do Sudeste e do Sudoeste ainda não estão totalmente decifradas, pois ainda há muitos símbolos gráficos para os quais não há um consenso para serem decifrados.

## Origem
Quanto à orgem da escrita cónia existem os que defendem uma origem autóctone e outros uma origem exógena. Como defensores da hipotese autóctone temos:
- Prof.º Adriano Vasco Rodrigues defende que a escrita cónia tem origem nos desenhos geométricos dos finais eneolitico;
- António Lopes Navarro defende que “os navegadores fenícios, apenas reduziram e simplificaram o alfabeto que aqui vieram encontrar no Sudoeste Peninsular, dada a grande vantagem comercial que certamente lhes proporcionava. Simplificaram-no, reduzindo-o a um sistema alfabético para eles mas meramente consonântico, sem vogais, sem base mnemónica e, portanto, acrofónicamente desajustado";
- Mendes Correia, em 1928, na sua “História de Portugal” escrevia que “a sua origem oriental é um arreigado preconceito erudito” e apontava os grafitos de Alvão (Trás-os-Montes) como os antepassados da Escrita Cónia.
- Estácio da Veiga (1891) com a tese: "o alfabeto longe de ter tido origem, como é suposição corrente, na Fenícia, proveio da Península Ibérica”,
- Para Carlos Castelo a escrita cónia não só tem origem autóctone como é a que deu origem a outras escritas tais como a egípcia e fenícia.

Para Mário Varela Gomes que coloca a escrita cónia como a  mais antiga da Península Ibérica e da Europa Ocidental defende que todos os sistemas originais de escrita apresentam níveis de evolução e como essa característica está ausente na escrita cónia a única explicação é que a sua origem seja exógena.